# Gössenberg
Gössenberg è una frazione di 285 abitanti del comune austriaco di Aich, nel distretto di Liezen (Stiria). Già comune autonomo, il 1º gennaio 2015 è stato aggregato a Aich.